# Одноточкова компактифікація
Компактифіка́ція — операція в загальній топології, яка перетворює довільні топологічні простори на компактні.
1924 року Павло Сергійович Александров довів теорему, що локально компактний простір може бути доповнений єдиною («нескінченно віддаленою») точкою до компактного простору.

## Визначення
Нехай {\displaystyle (X,{\mathcal {T}})} — топологічний простір, точка {\displaystyle p\notin X} і {\displaystyle X^{*}=X\cup \{p\}}. Визначимо топологію {\displaystyle {\mathcal {T}}^{*}} на {\displaystyle X^{*}}, оголошуючи множину в {\displaystyle X^{*}} відкритою тоді і тільки тоді, коли вона належить {\displaystyle {\mathcal {T}}} або є доповненням до замкненої компактної множини простору {\displaystyle (X,{\mathcal {T}})}.

## Властивості
- {\displaystyle (X^{*},{\mathcal {T}}^{*})} є компактним, оскільки будь-яке відкрите покриття {\displaystyle U} простору {\displaystyle X^{*}} містить відкриту множину, яка містить точку {\displaystyle p}, і доповнення до цієї відкритої множини покривається скінченним набором множин з {\displaystyle U}.
- {\displaystyle (X^{*},{\mathcal {T}}^{*})} є T1-простором тоді й лише тоді, коли {\displaystyle (X,{\mathcal {T}})} є T1-простором.
- {\displaystyle (X^{*},{\mathcal {T}}^{*})} є T2-простором тоді й лише тоді, коли {\displaystyle (X,{\mathcal {T}})} є локально компактним T2-простором.
- Якщо {\displaystyle (\mathbb {Q} ,{\mathcal {T}})} — множина раціональних чисел з топологією, індукованою евклідовою топологією на множині дійсних чисел, то {\displaystyle (\mathbb {Q} ^{*},{\mathcal {T}}^{*})} не хаусдорфів, оскільки {\displaystyle (\mathbb {Q} ,{\mathcal {T}})} не є локально компактним простором. Наприклад візьмемо точки {\displaystyle p\notin \mathbb {Q} ,x\in \mathbb {Q} .} Припустимо, що існують відкриті околи {\displaystyle p\in U,x\in V} у {\displaystyle (\mathbb {Q} ^{*},{\mathcal {T}}^{*})} для яких {\displaystyle U\cap V=\emptyset .} Відкрита множина {\displaystyle V} має містити відкритий окіл виду {\displaystyle V_{1}=(a,b)\cap \mathbb {Q} ,} де a, b є дійсними числами  і {\displaystyle x\in (a,b)}. Також множина {\displaystyle K=\mathbb {Q} ^{*}\setminus U} за означенням одноточкової компактифікації є компактною підмножиною раціональних чисел і {\displaystyle V_{1}\subset K.} Оскільки включення {\displaystyle i:\mathbb {Q} \to \mathbb {R} } є неперервним відображенням у стандартних топологіях, то також  {\displaystyle K} є компакною підмножиною дійсних чисел, тобто обмеженою замкнутою підмножиною. Зокрема замикання {\displaystyle V_{1}} у множині дійсних чисел є підмножиною {\displaystyle K}. Але це неможливо оскільки {\displaystyle K} є підмножиною раціональних чисел. Тобто {\displaystyle (a,b)\cap \mathbb {Q} } не може бути підмножиною {\displaystyle K}, а тому має перетинатися із {\displaystyle U.}
- {\displaystyle \mathbb {Q} ^{*}\setminus \{p\}} тотально незв’язний.
- {\displaystyle (\mathbb {Q} ^{*},{\mathcal {T}}^{*})} є бізв’язним та секвенціально компактним.
- {\displaystyle (\mathbb {Q} ^{*},{\mathcal {T}}^{*})} є KC-простором, тобто кожна його компактна підмножина є замкнутою. Якщо {\displaystyle K} є компактною підмножиною, що не містить {\displaystyle p} то вона є замкнутою за означенням одноточкової компактифікації. Якщо {\displaystyle p\in K}  і {\displaystyle \mathbb {Q} ^{*}\setminus K} не є відкритою підмножиною то також {\displaystyle \mathbb {Q} \setminus K} не є відкритою множиною раціональних чисел і тому {\displaystyle \mathbb {Q} \cap K} не є замкнутою підмножиною раціональних чисел. Оскільки {\displaystyle \mathbb {Q} } є секвенційним простором, то існує точка {\displaystyle x\in \mathbb {Q} \setminus K}  і послідовність {\displaystyle x_{n}\in \mathbb {Q} \cap K}, що збігається до {\displaystyle x.} Тоді {\displaystyle C=\{x\}\cup \{x_{n}\}} є компактною підмножиною у {\displaystyle \mathbb {Q} } і за означенням {\displaystyle U=\mathbb {Q} ^{*}\setminus C} є відкритою множиною. Також можна вибрати такі околи {\displaystyle x_{n}\in U_{n}}  елементів послідовності, що {\displaystyle U_{n}\cap U_{m}=\emptyset ,} для {\displaystyle n\neq m}. Тоді відкриті множини {\displaystyle U,\{U_{n}\}} утворюють покриття {\displaystyle K} із якого не можна вибрати скінченне підпокриття. Це протирічить тому, що {\displaystyle K}є компактною підмножиною. Тому {\displaystyle K} має бути замкнутою.